# 竜門事件
竜門事件（りゅうもんじけん）とは、1953年（昭和28年）に和歌山県那賀郡（現在の紀の川市）で発生した殺人事件である。

## 概要
1953年1月12日午後6時半ごろ、和歌山県那賀郡竜門村にある神社で、銀行員の女性（当時19歳）が棒で頭部を殴られて殺害されているのが発見された。遺体は一度下着を脱がされた跡があったが、姦淫の形跡はなかった。現場付近からはタオルと木製の棍棒が発見された。
遺体が殺害後に移動させられているにもかかわらず地面に引きずった跡がないことから、警察は複数人による犯行とみて捜査を開始。事件発生から10日後の1月21日に、同村の農民の男A（当時61歳）とAに雇われていた作男の少年B（当時18歳）が逮捕された。Aは現場にあったタオルと同じものを所持しており、自宅からは凶器の棍棒の欠片が発見されていた。
2月7日からの調書で、少年BはAと共謀して被害者を殺害したと自供している。それによると、事件の前年に被害者から「恥をかかされた」Aが彼女を襲撃することを提案し、日頃から被害者に無視されている恨みのあった少年Bもそれに同意。5万円の報酬を約束されて少年BはAとともに夜道で被害者を待ち伏せ、Aの指示で被害者を棍棒で殴った。しかし被害者が死ななかったため、Aが扼殺してとどめを刺したという。少年Bは、犯行はAが主導したもので自分は従犯だったと供述。被害者の下着を一度脱がせて姦淫を試みたのもAであると主張した。
一方、Aは一貫して容疑を否認したが、2月27日に殺人の共犯として起訴された。同日に少年Bも殺人と窃盗（犯行後、被害者のバッグから金を盗んだことによる）で起訴された。

## 裁判
同年11月13日、和歌山地裁の山本武裁判長は事件を少年B単独での犯行と認定し、少年Bに懲役5年ないし10年の不定期刑を宣告。Aは無罪となった。検察側は控訴した。
1954年2月8日、大阪高裁の荻野益三郎裁判長は原判決を破棄。事件をAと少年Bの共犯と認定し、Aを懲役8年、少年Bを懲役6年とした。Aは上告したが、1959年6月9日に最高裁は上告を棄却した。

## 再審請求
1961年3月29日、Aとその弁護人となった森長英三郎弁護士は、事件は少年Bの単独犯であるとしてAの冤罪を訴え、大阪高裁に再審請求を行った。
弁護側は、Aと少年Bの共犯説には次のような疑問点があるとした。
少年Bの自供が不自然である少年Bの自供通りに、Aが5万円の報酬で少年Bに被害者の襲撃を依頼したとするのなら、Aが現場に同行する必要がない。さらに、逮捕から10日後の1月31日の調書では、少年Bは自分1人で被害者を殺害したと自供している。
Aには犯行の動機がない少年Bの自供では、Aは事件の前年に被害者に「恥をかかされた」とされている。しかし、その具体的な内容は明らかにされていない。さらに、被害者一家と隣人同士、親戚同士で家族ぐるみの付き合いをし、村の名望家でもあったAに、1年越しの計画殺人を行う理由がない。
物証の鑑定に誤りがある事件後、少年Bの自供によってA宅から血痕の附着した衣類4点（上衣、シャツ、ズボン、ズボン下）が発見された。少年Bは、それらのうち上衣を自分が、残り3点をAが着用して犯行に及んだと供述している。しかし弁護側の再鑑定では、上衣とシャツは血痕の状況からみて犯行時には重ね着されていたものとされている。
しかし、1970年4月28日に児島謙二裁判長は請求を棄却。弁護側は異議申立てを行ったが、同年8月3日にAの病死によって手続きは終了した。